# 大竹壹青
大竹壹青（日语：／ Ōtake Issei，1995年12月3日—）是日本排球運動員，目前效力於日本排球聯賽V.League Divisoin1 的松下黑豹隊。

## 職業生涯
大竹壹青出生於日本神奈川縣橫濱市的排球世家。父親大竹秀之是前日本男排國手，姊姊大竹里步也是前日本女排國手，目前效力於日本聯賽久光Springs。大竹壱青高中進入強豪東亞學園高等學校，在春高及Inter High都有亮眼的表現。
2014年4月，大竹壹青進入中央大學就讀，同期的還有現任日本男排隊長石川祐希及目前效力於JT雷霆廣島的武智洸史。2014-2016年，中央大學在全日本大學男女選手全大會（全日本インカレ）完成三連霸，大四則以第三名坐收。
2015年4月，大學二年級的大竹壹青首度被選入國家隊大名單。
2017年5月，大竹壹青作為世大運選拔隊的一員，隨隊參加2017年亞洲東區男子排球錦標賽，並斬獲MVP殊榮，並在稍晚的世界排球聯賽迎來了他日本男排成人隊的初登場。
同年9月，透過所屬的中央大學，大竹壹青宣布到德國進行短期留學，加盟 United Volleys Frankfurt 。
同年12月11日，Panasonic Panthers宣布大竹壹青成為內定選手 。

## 所屬球隊
- 東亞學園（2011-2014年）
- 中央大學（2014年－2018年）
- Panasonic Panthers（2018年－）